# Inundacions del Pakistan de 2010
Les inundacions del Pakistan de 2010 van començar el juliol de 2010, després d'unes pluges monsòniques. La província pakistanesa de Khyber Pakhtunkhwa va ser la més afectada, situada al nord-oest. La massa d'aigua va arrasar en primer lloc la vall del riu Swat i tots els ponts i carrers que es trobaven al seu pas i, llavors, va desembocar al riu Indus. Al llarg del temps, tota l'extensió del riu va arribar fins a Sind, a l'oceà Índic. Entre 1.500 persones i més de 2.000 van perdre la vida, depenent de les fonts consultades, milers més es van quedar sense llar i entre 12 i 20 milions de persones es van veure afectades, de les quals huit milions estaven necessitades d'ajuda urgent segons l'ONU. Segons les estimacions dels encarregats de rescat van suggerir que el balanç de víctimes mortals podria ascendir a les 3.000.

## Causes
Aquestes inundacions foren culpa de les pluges monsòniques sense precedents que va viure el Pakistan. El mapa de precipitacions anòmales publicat per la NASA mostra que les pluges monsòniques intenses són atribuïdes al fenomen anomenat La Niña. El dia 21 de juny, el Departament de Meteorologia del Pakistan va advertir que es podrien produir forts aiguats en molt poc temps en zones poblades entre el juliol i el setembre al nord del país. El mateix departament va registrar precipitacions per sobre de la mitjana durant els mesos de juliol i agost, i va controlar la progressió de la massa d'aigua. Curiosament, alguns dels nivells de baixada registrats són comparables als observats durant les inundacions de 1988, 1995 i 1997.
Un article a la revista New Scientist va atribuir la causa de les precipitacions excepcionals a la "congelació" del corrent en jet, un fenomen que al mateix temps també va poder causar l'onada de calor de 2010 sense precedents i els incendis forestals a Rússia, així com les inundacions al Regne Unit de 2007 al passat.

## Inundació

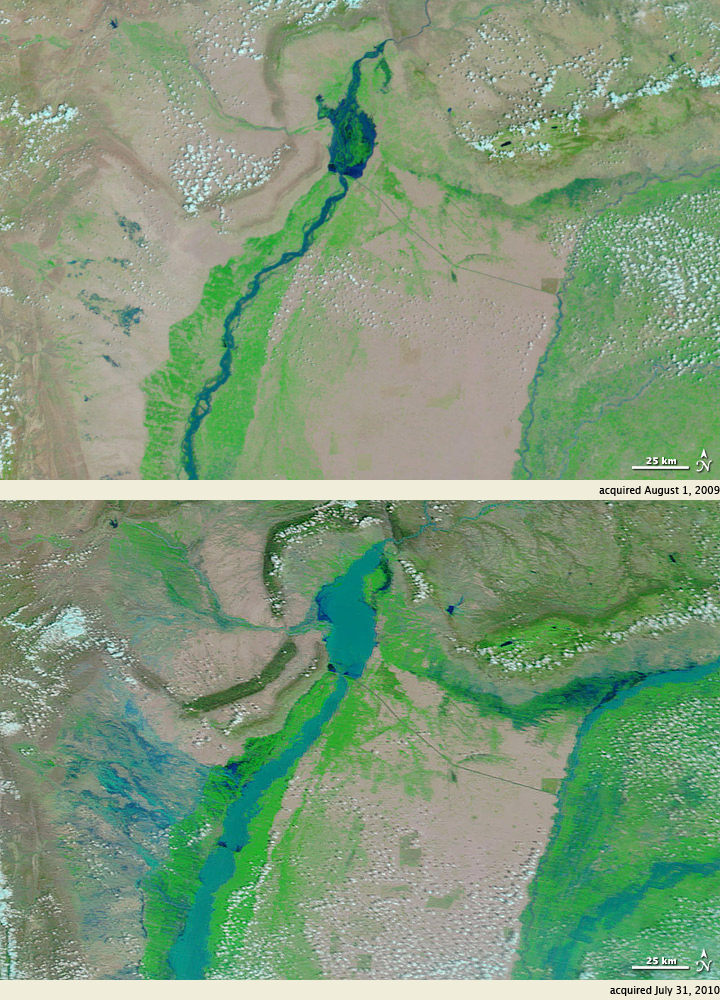
Imatges de satèl·lit del curs superior del riu Indus comparant els nivells d'aigua l'1 d'agost de 2009 (dalt) i 31 de juliol de 2010 (baix)

Les inundacions van ser causades per les pluges monsòniques, que es preveu que continuaran fins a principis d'agost i han estat descrites com les pitjors en aquesta zona en els últims 80 anys. El Servei Meteorològic del Pakistan va dir que van caure uns 300 mm de pluja en un període de 36 hores i se n'esperaven més. Fins ara, més de 500.000 persones han estat desplaçades de les seves llars. Manuel Bessler, cap de l'Oficina per a la Coordinació d'Afers Humanitaris de l'ONU va assenyalar que hi havia 36 districtes involucrats, i 550.000 persones havien estat afectades, encara que els informes posteriors han anat augmentant el nombre fins a un milió d'afectats. El ministre d'informació provincial de Khyber Pakhtunkhwa, Mian Iftikhar Hussain, va dir que "la infraestructura de la província ja havia estat destruïda pel terrorisme i que el que va quedar va ser rematat per aquestes inundacions." També va anomenar aquestes inundacions com "la pitjor calamitat de la nostra història." Quatre milions de pakistanesos es troben en una situació d'escassetat d'aliments.
Els funcionaris han advertit que el nombre de morts podria augmentar, ja que molts pobles i llogarets no són accessibles i les comunicacions s'han interromput. En algunes zones, el nivell de l'aigua va arribar als 5,5 m d'alçada i els residents van ser vistos a les teulades esperant l'arribada de l'ajuda. Com a mínim 45 ponts i 3700 cases 3.700 van ser arrossegats per les inundacions. La carretera del Karakoram, que uneix el Pakistan amb la Xina, va ser tancada després que un pont fou destruït. Les inundacions devastadores en curs al Pakistan tindrà un greu impacte en una població ja vulnerable, segons el Comitè Internacional de la Creu Roja (CICR). A més de tots els altres danys que han causat, les inundacions han destruït gran part de l'infreaestructura sanitària en les zones més afectades, quedant la població especialment vulnerable a les malalties transmeses per l'aigua. A Sind, el riu Indus es va desbordar a prop de Sukkur el 8 d'agost, inundant la localitat de Khan Jatoi Mor. També l'absència de la llei i l'ordre, principalment a les zones rurals de Sindh, ha permes als criminals aprofitar les inundacions per saquejar les cases abandonades fent servir bots.
A principis d'agost, la inundació es va moure cap al sud al llarg del riu Indus des de les regions del nord greument afectats cap a l'oest del Panjab, on almenys 570.000 hectàrees de terres de cultiu han estat destruïdes, i la província meridional de Sind.
Els cultius afectats van ser el cotó, canya de sucre, arròs, llegums, tabac i farratge per a animals. Les inundacions i les pluges van destruir 3.000 km² de cotó, 800 km² d'arròs i canya de sucre cadascun, 500.000 tones de blat i 1.000 km² de ferratge per a animals. Segons l'Associació desmotadora de cotó de Pakistan, les inundacions van destruir 2 milions de bales de cotó, el que va conduir a un augment en el preu dels futurs de la mercaderia en el mercat internacional.
També s'ha pogut cofirmat per part de la Creu Roja Internacional que un gran nombre de municions sense explotar, entre les quals es troben mines i projectils d'artilleria, han estat arrossegades aigües avall per les inundacions des de les zones de Caixmir i Waziristan i dispersades en zones baixes, el que representa un risc futur quan retornin els seus habitants.

## Ajuda internacional

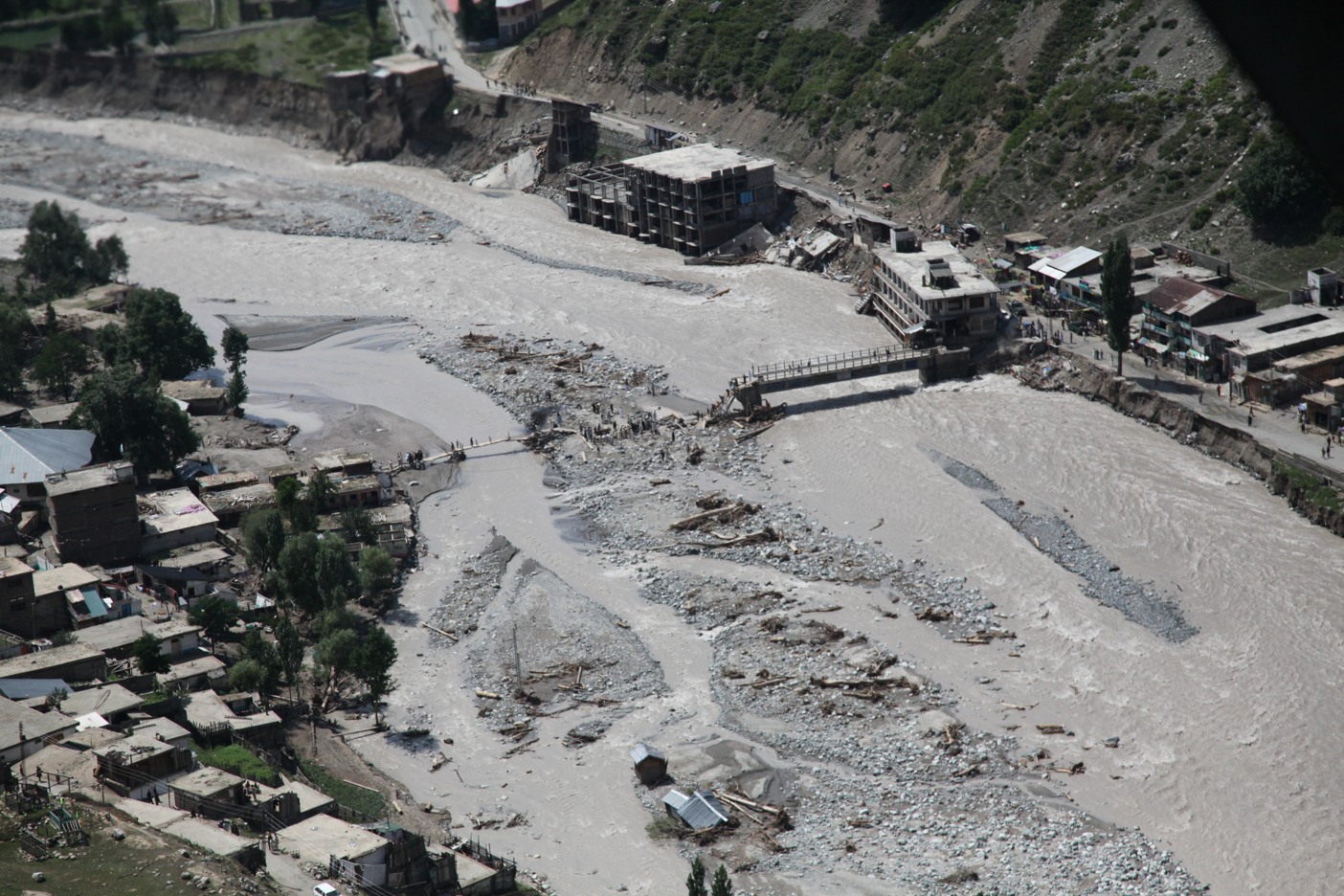
Un pont afectat per les inundacions.

L'ONU va calcular l'ajuda necessària inicial en uns 460 milions de dòlars, dels quals s'havien aconseguit prop de la meitat cap al 19 d'agost mitjançant donacions de la comunitat internacional. Tanmateix, el ministre d'afers exteriors del Pakistan, Makhdoom Shah Mehmood Qureshi, va estimar les pèrdues materials del país en 43.000 milions de dòlars. També va anunciar que el govern pakistanés crearia una entitat independent per a distribuir els recursos i garantir la transparència de la gestió d'aquesta ajuda internacional.
L'organització talibà pakistanesa Tehreek-i-Taliban Pakistan (TTP) es va mostrar contrària a acceptar una ajuda per part dels Estats Units i va oferir una ajuda de 20 milions de dòlars.
Arran de la catàstrofe, l'Índia va oferir mercaderies al Pakistan per valor de 5 milions de dòlars. En una conversa telefònica amb el seu col·lega pakistanès S. Mahmood Qureshi, el ministre d'exteriors indi, S. M. Krishna va expressar la seva solidaritat per aquells que pateixen aquesta catàstrofe. Per la seua banda, el Banc Mundial va anunciar que concediria un crèdit de 700 milions demanat pel govern pakistanés per ajudar la població afectada.
Malgrat els esforços, el 21 d'agost menys d'un milió i mig dels afectats havia rebut ajuda alimentària.